# Томо Томоски (възрожденец)
 Тази статия е за българския възрожденец.  За археолога от Република Македония вижте Томо Томоски (археолог).  
Томо Томоски, известен като Томо Кехая, Томо кяя е български общественик от Македония.

## Биография
Роден e в края на ХVІІІ век в мияшката паланка Галичник. Произхождащ от една от най-богатите фамилии в Галичник, той е сред най-влиятелните хора в Миячията. Притежава големи стада с овце.
Георги Трайчев пише за него:
| „ | Томо кяя имал аристократическа походка... Пред него паши и бегове били на крак. Той бил просветен и духовит. | “ |

Прз 1843 година благодарение на застъпничеството на Томо около 30 помашки фамилии в Галичник приемат християнството без да бъдат преследвани от властите. Дава дъщеря си за жена на новопокръстен съселянин.
През 1856 година Томо протестира пред властите в Дебър срещу нововъведения от властите данък върху вълната кантарие, но след като не е чут, се отправя към Битоля. По пътя, между Струга и Вевчани е нападнат и убит от разбойническата чета на Али Река от Щировица. Като отмъщение сейменин на Томо убива дете на убиеца, но впоследствие около 200 арнаути нападат Галичник, изгарят къщите на Томо, заграбват добитък и убиват внука му. По-късно синът на Томо, Тодор, застава начело на потеря, организирана от властите и гони убийците до Малесията, където опожарява села и възстановява загубите си.